# 西大谷山
西大谷山（にしおおたんやま）は、富山県中新川郡上市町にある山。標高は2086.9m。中部山岳国立公園内にある。

## 特徴
クズバ山と奥大日岳を結ぶ稜線の間にある山で、あまり目立つピークではなく奥大日岳の稜線の一部に見える。山頂は剱岳の南西面を見ることができる。
山名の由来は、東大谷の対岸の山であることから。
この山と奥大日岳の間の標高2100m地帯に天狗の踊り場あるいは護摩平、行者ヶ原と呼ばれる高原があり、その昔、真言宗の修験者がそこで修行したという。近年発掘調査が行われたがその調査では、遺構は確認されなかった

## 登山
馬場島からの登山道はクズバ山までで切れており、そこからは藪漕ぎなどが必要である。かつてはクズバ山から西大谷山を通って奥大日岳に至る登山道を作る計画があったが、剱岳早月尾根に匹敵する難ルート故に断念したという。
室堂から5時間、馬場島から10時間程度かかる。